# Repušnica (Serbia)
Repušnica (cyr. Репушница) – wieś w Serbii, w okręgu zajeczarskim, w gminie Knjaževac. W 2011 roku liczyła pozostawała niezamieszkana.